# 349 a.C.

## Eventos
- Ápio Cláudio Crasso Inregilense, que morreu logo no início do mandato, e Lúcio Fúrio Camilo, cônsules romanos.
- Tito Mânlio Imperioso Torquato foi nomeado ditador pela segunda vez, desta pela Assembleia das centúrias  ("comitiorum habendorum causa"), com o objetivo de presidir as eleições consulares. Novamente, seu mestre da cavalaria foi Aulo Cornélio Cosso Arvina.